# 克拉斯諾皮利亞區

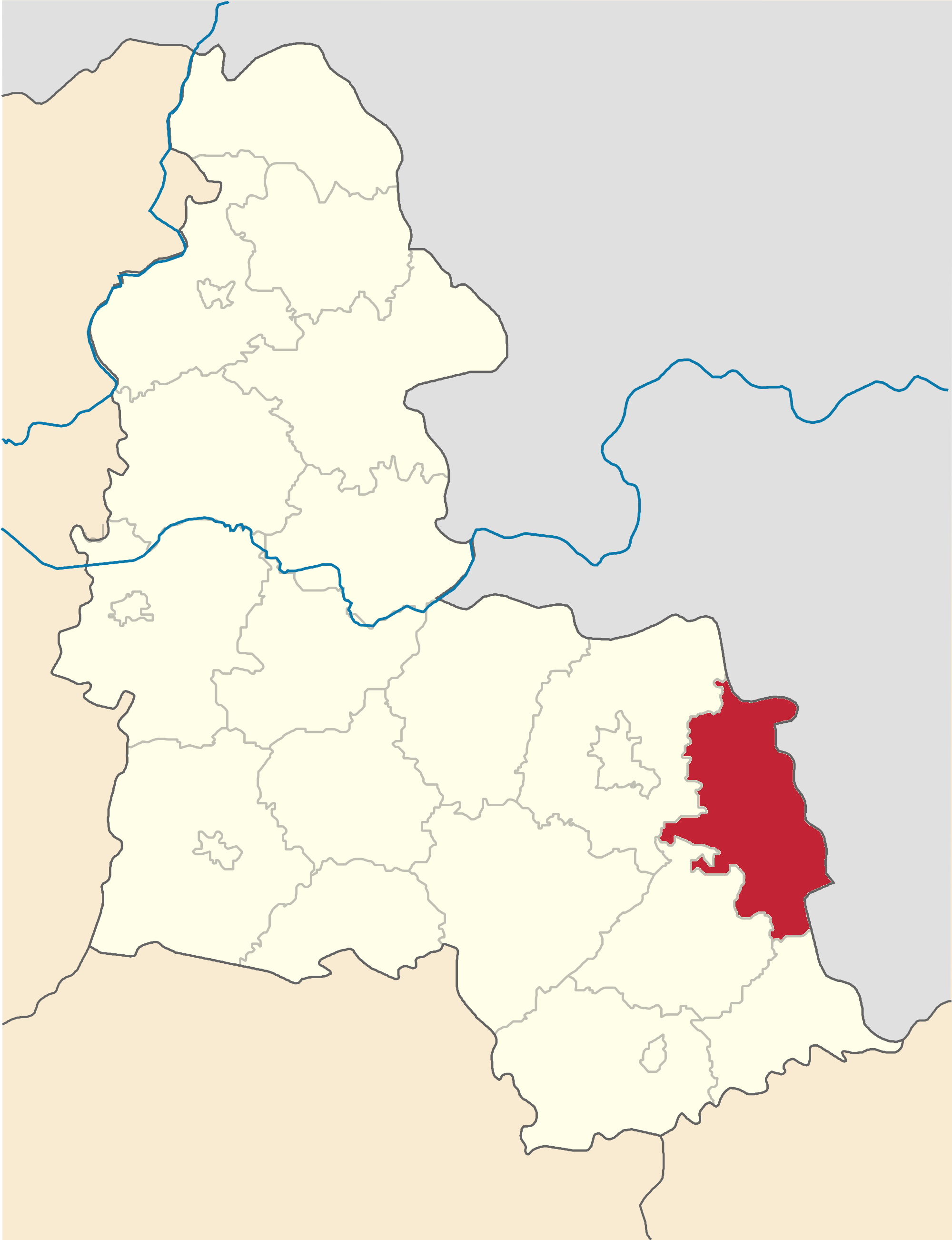
撤销前克拉斯諾皮利亞區在苏梅州的位置

克拉斯諾皮利亞區（烏克蘭語：Краснопільський район），曾是烏克蘭的一個區，位於該國東北部，由蘇梅州負責管轄，首府設於克拉斯諾皮利亞，面積1,350平方公里，2013年人口29,453，人口密度每平方公里21.82人。
该区在2020年7月18日的乌克兰行政区划改革中被撤销，改革后蘇梅州下分为5个区。